# Kasr Ali
Kasr Ali (arab. قصر علي) – wieś w Syrii, w muhafazie Hama. W 2004 roku liczyła 263 mieszkańców.